# Kościół Zwiastowania Najświętszej Maryi Panny w Żelechowie
Kościół pod wezwaniem Zwiastowania Najświętszej Maryi Panny w Żelechowie – główna świątynia tutejszej parafii. Jest to neobarokowy budynek, usytuowany w rozwidleniu ulic Długiej i Krótkiej, na krawędzi wzniesienia na którym znajduje się miasto. Takie położenie daje wrażenie dodatkowej wysokości budynku. Wnętrze urządzone jest w stylu barokowym.

## Historia

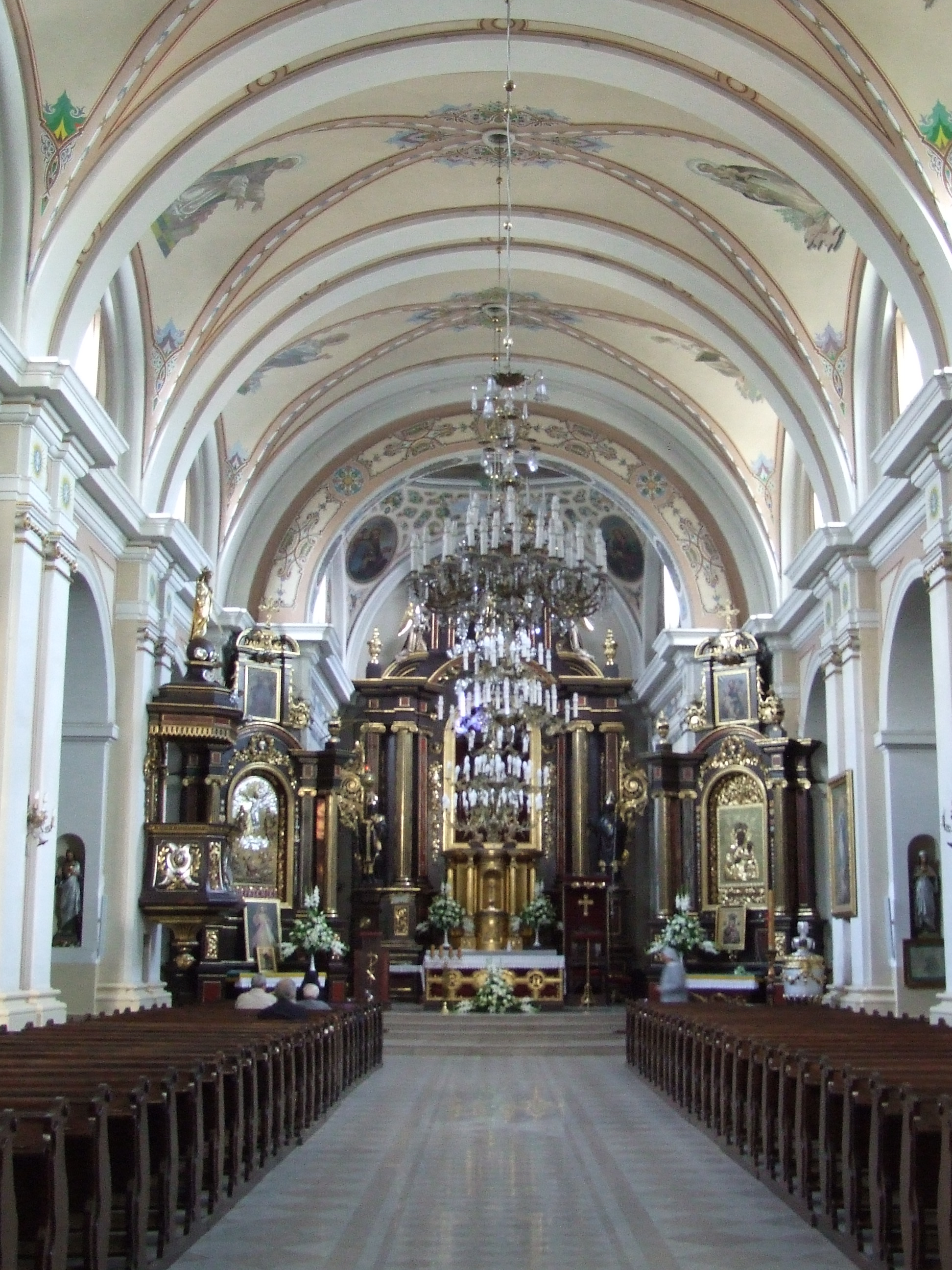
Wnętrze świątyni

Budowa murowanego kościoła z fundacji Stanisława Linkhauza rozpoczęła się w 1692 roku, po spłonięciu 2 maja tegoż roku stojącego w tym samym miejscu drewnianego kościoła pod wezwaniem św. Stanisława i kaplicy pw. Zwiastowania Najświętszej Marii Panny fundacji rodziny Leżeńskich wybudowanej w 1644 roku. Kościół drewniany pochodził prawdopodobnie z 1326 roku, wspominał o nim Jan Długosz: Zyelyechow jest miastem mającym kościół parafialny drewniany. Łany miejskie dają dziesięcinę wartości 20 grzywien biskupowi krakowskiemu. Folwark rycerski daje dziesięcinę plebanii, wartości 4 grzywien.
W 1692 roku powstała także tymczasowa, drewniana kaplica fundacji Stanisława Linkauza. Budowa trwała bardzo długo z powodu błędów w projekcie ks. J. Ciołkoszewicza, które doprowadziły do pęknięć w stropie budynku, jak również z powodu braku funduszy. Rozmiary kościoła po ukończeniu wynosiły 26 metrów długości i 15 metrów szerokości. Także z powodów finansowych świątynia po ukończeniu nie miała jeszcze ołtarza głównego, a do nabożeństw wykorzystywano ołtarze boczne. W 1867 przebudowano wnętrze wykonując ołtarze boczne i główny, pracami kierował ks. Andrzej Krasuski. Znacząca przebudowa miała miejsce w latach 1889–1894, dobudowano wtedy nawy boczne i wieże, nadając budynkowi neobarokowy wygląd. Do kościoła sprowadzono wtedy organy z Warszawy i wykonano nową ambonę. Przebudowa miała miejsce gdy proboszczem był ks. Konstanty Bieńkowski. Autorem projektu nowej fasady był architekt Karol Kozłowski.
Oryginalne dzwony zostały wywiezione przez Rosjan podczas I wojny światowej.
W 1960 roku kościół wpisano do rejestru zabytków.

## Otoczenie
Kościół otoczony jest murem, przy którym znajduje się grota Najświętszej Marii Panny, i zabytkowa kostnica. Z tyłu świątyni znajdują się pozostałości dawnego cmentarza, a pod budynkiem katakumby. W pobliżu mieści się także siedziba parafii, a zarazem dekanatu żelechowskiego. Przy ulicy Długiej znajduje się dom Sióstr Opatrzności Bożej i inne budynki parafialne.

## Wyposażenie
Przedmioty cenne i zabytkowe:
- krzyż ołtarzowy z korpusem Chrystusa z kości słoniowej
- chrzcielnica rokokowa z XVIII wieku
- monstrancja z 1741 roku
- kielich gładki pochodzący z Gdańska
- ornat z XVIII wieku
- krzyż procesyjny w kostnicy kościelnej.